# John Komlos
John Komlos (Budapest, 28 dicembre 1944) è uno storico ungherese naturalizzato statunitense.

## Biografia
Conseguì un dottorato in storia ed uno in economia all'Università di Chicago, rispettivamente nel 1978 e nel 1990. 
Robert Fogel orientò i suoi interessi di ricerca alla storia economica della statura umana. Nel 1989 Komlos ribattezzò questa disciplina con l'espressione "storia antropometrica", scienza emergente che studiava storia del peso umano in relazione all'altezza corporea, e in particolare la correlazione fra sviluppo economico e alcun tratti somatici dell'aspetto fisico come, appunto, la statura.
Dal 1984 al 1986 fu fellow del Carolina Population Center all'Università della Carolina del Nord a Chapel Hill, insegnando successivamente anche all'Università di Harvard, alla Duke University, all'Università di Vienna e all'Università di Economia e Business della capitale austriaca.
Fu quindi nominato professore di economia e di storia economica all'Università di Monaco, carica che ricoprì per diciotto anni fino al pensionamento.
Dopo aver fondato la rivista accademica Economics and Human Biology nel 2003, dieci nani più tardi fu eletto membro della Cliometric Society. Negli anni 2000, ha aperto un blog di attualità economica con la Public Broadcasting Service e ha pubblicato un manuale scolastico di economia.